# Comisión Permanente de Salud en Chile
La Comisión Permanente de Salud en Chile, corresponde a una de las comisiones permanentes de la Cámara de Diputados de Chile, en la cual, una serie de Diputados formulan proyectos de ley referentes al tema del cual trata la comisión, en este caso, todas aquellas mociones destinadas a legislación salubre, higiene, asistencia médica, prevenciones, toda aquella ley que tenga materias sobre salud pública.

## Historia
Fue creada en 1924, bajo el nombre de Comisión de Higiene y Asistencia Social. En 1927, bajo el gobierno de Carlos Ibáñez del Campo pasa a denominarse Comisión de Bienestar Social mientras que en 1932 se denominó Comisión de Salubridad Pública.
Durante la administración de Pedro Aguirre Cerda, en 1938, pasó a llamarse Comisión de Salubridad, Previsión y Asistencia Social, al mismo tiempo que se creaba el Ministerio del mismo nombre, encargado ejecutivo del área.
En 1953 la comisión pasó a ser Comisión de Salud Pública y Previsión Social y a partir de 1959 se denominó Comisión de Salud Pública, nombre que mantuvo hasta la suspensión del régimen constitucional en 1973. Con el retorno a la democracia, en 1990, se denomina Comisión de Salud, mientras la Previsión Social queda en manos de la Comisión de Trabajo y Seguridad Social.
La convocatoria a sesión debe ser realizada por los respectivos presidentes de las Comisiones.
Todas las Comisiones Permanentes son grupos de trabajo integrados por 5 senadores o 13 diputados cuya función es permitir el estudio detallado de los proyectos de ley y demás materias sometidas a conocimiento de la Cámara correspondientes, usualmente se recibe la opinión de expertos en la materia de que se trate y se ofrecen audiencias a organizaciones de la sociedad civil interesadas en el tema.

## Composición actual
En el LVI periodo legislativo del Congreso Nacional de Chile (2022-2026) la comisión está presidida por Tomás Lagomarsino Guzmán (Ind-PR) para el período 2022-2023 e integrada por otros 12 diputados:
- Eric Aedo Jeldres (PDC)
- Danisa Astudillo Peiretti (PS)
- Marta Bravo Salinas (UDI)
- Karol Cariola Oliva (PCCh)
- Andrés Celis Montt (RN)
- María Luisa Cordero (Ind-RN)
- Ana María Gazmuri Vieira (Ind-COM)
- Daniel Lilayu Vivanco (UDI)
- Helia Molina Milman (PPD)
- Hernán Palma Pérez (Ind-PH)
- Agustín Romero Leiva (PRCh)
- Patricio Rosas Barrientos (Ind-CS)